# Plastificante
Los plastificantes o plastificadores son aditivos que suavizan los materiales (normalmente mezclas de plástico u hormigón) a los que se añaden. Aunque se usan los mismos compuestos para plásticos que para hormigones, los efectos son ligeramente diferentes. Los plastificadores para el plástico suavizan el producto final incrementando su flexibilidad. Los plastificadores para el hormigón suavizan la mezcla antes de que fragüe, haciéndolo más trabajable sin afectar a las propiedades finales del producto una vez endurecido.

## Para plásticos
Los plastificadores para plásticos son aditivos, casi siempre ftalatos que dan a plásticos duros como el PVC la flexibilidad y durabilidad deseadas. Suelen estar basados en ésteres de ácidos policarboxílicos con alcoholes alifáticos lineales o ramificados de cadena moderadamente larga. Los plastificadores trabajan incrustándose entre las cadenas de polímeros espaciándolas (incrementando el "volumen libre"), descendiendo así de forma significativa la temperatura de transición vítrea para el plástico haciéndolo más suave. Algunos plastificadores se evaporan y tienden a concentrarse en un espacio cerrado; el "olor a coche nuevo" suele estar causado por plastificadores que se evaporan del interior del coche.
- Los plastificadores basados en ftalatos se usan en situaciones donde se requiere buena resistencia al agua y a los aceites. Algunos plastificadores ftálicos son:
  - Bis(2-etilhexil)ftalato (DEHP), usado en materiales de construcción, envases alimentarios, juguetes, instrumental médico y film plástico
  - Diisononilftalato (DINP), se encuentra en jardines, zapatos, juguetes y materiales de construcción
  - Bis(n-butil)ftalato (DnBP, DBP), usado en los plásticos de celulosa, film alimentario, adhesivos, perfumes y también en cosméticos como esmaltes de uñas, champú, protector solar...
  - Butilbencilftalato (BBzP), se encuentra en los suelos de vinilo, conos de tráfico, cintas transportadoras, cuero artificial...
  - Diisodecilftalato (DIDP), usado para aislamiento de cables, salpicaderos de coche, zapatos, alfombras, etc.
  - Di-n-octilftalato (DOP o DnOP), se usa en suelos, alfombras, tapas de libretas y explosivos potentes. Junto con el DEHP es uno de los plastificadores más comunes, pero se sospecha que causa cáncer
  - Dietilftalato (DEP)
  - Diisobutilftalato (DIBP)
  - Di-n-hexilftalato, usado en suelos, herramientas y piezas de automóvil

- Los plastificadores adípicos se usan en objetos sometidos a bajas temperaturas o resistentes a la luz ultravioleta. Algunos ejemplos son:
  - Bis(2-etilhexil)adipata (DOA)
  - Dimetiladipato (DMAD)
  - Monometiladipato (MMAD)
  - Dioctiladipato (DOA)

- Los trimelitatos se emplean en los interiores de los automóviles y otros objetos que requieran resistir altas temperaturas. Además tienen muy baja volatilidad.
  - Trimetiltrimelitato (TMTM)
  - Tri-(2-etilhexil)trimelitato (TEHTM-MG)
  - Tri-(n-octil, n-decil)trimelitato (ATM)
  - Tri-(heptil, nonil)trimelitato (LTM)
  - N-octiltrimelitato (OTM)

- Maleatos
  - Dibutilmaleato (DBM)
  - Diisobutilmaleato (DIBM)

- Sebacatos
  - Dibutilsebacato (DBS)

- Benzoatos

- Aceites vegetales epoxidizados

- Sulfonamidas
  - N-etiltoluenosulfonamida]] (o/p ETSA, o y p referidos a los isómeros orto- y para-)
  - N-(2-hidroxipropil)bencenosulfonamida (HP BSA)
  - N-(n-butil)bencenosulfonamida (BBSA-NBBS)

- Fosfatos

- Glicolenos/Poliéteres
  - Trietilenglicoldihexanoato (3G6, 3GH)
  - Tetraetilenglicoldiheptanoato (4G7)

- Plastificadores poliméricos.

Existen otros compuestos químicos que funcionan como plastificadores, como el nitrobenceno, el disulfuro de carbono o el β-naftilsalicilato.
Algunos plastificadores, como el DEHP o el DOA, son considerados como carcinógenos y disruptores endocrinos.
Se han desarrollado plastificadores con mejor biodegradabilidad y menos efectos bioquímicos. Algunos de ellos son:
- Monoglicéridos acetilados; utilizados como aditivos alimenticios

- citratos de alquilo, empleados en envases alimentarios, productos médicos, cosméticos y juguetes
  - Trietilcitrato (TEC)
  - Acetiltrietilcitrato (ATEC), caracterizado por su mayor punto de ebullición y menor volatilidad que el TEC
  - Tributilcitrato (TBC)
  - Acetiltributilcitrato (ATBC), compatible con el PVC y los copolímeros de cloruro de vinilo
  - Trioctilcitrato (TOC), también empleado en chicles y medicinas de liberación controlada
  - Acetiltrioctilcitrato (ATOC), empleado en tintas de impresión
  - Trihexilcitrato (THC), compatible con el PVC y utilizado también en medicinas de liberación controlada
  - Acetiltrihexilcitrato (ATHC), compatible con el PVC
  - Butiriltrihexilcitrato (BTHC, trihexyl o-butirilcitrato), compatible con el PVC
  - Trimetilcitrato (TMC), compatible con el PVC

## Para la producción de hormigón
Los superplastificadores son aditivos químicos que pueden ser añadidos a las mezclas de hormigón para hacerlas más trabajables. La resistencia del hormigón es inversamente proporcional a la relación agua/cemento (en peso) de la mezcla. Si se busca producir un hormigón más resistente se añade menos agua a la mezcla, lo que la hace menos trabajable, siendo necesario el uso de plastificadores o superplastificadores.
Los superplastificadores se usan también como aditivo de la mezcla de ceniza puzolánica con hormigón para aumentar su resistencia. Esta proporción de mezcla es muy popular en la producción de hormigón de alta resistencia o de fibras reforzadas.
Normalmente es suficiente con añadir un 2 % de superplastificador por unidad de peso de cemento. Sin embargo, nótese que la mayoría de los superplastificadores disponibles en el mercado vienen disueltos en agua, de modo que el agua añadida a mayores debe tenerse en cuenta en la proporción. Añadir demasiada cantidad de superplastificador puede resultar en una segregación excesiva del hormigón, algo que no es aconsejable. Algunos estudios también muestran que demasiado superplastificador puede aumentar el tiempo de fraguado del hormigón.
Los plastificadores suelen obtenerse a partir de lignosulfonatos, un producto intermedio de la industria papelera. En cambio, los superplastificadores generalmente proceden de naftaleno formaldehído sulfonatado o de melamina formaldehído sulfonatado, si bien existe una nueva generación de superplastificadores desarrollados a partir de éteres policarboxílicos. Los plastificadores tradicionales a base de lignosulfatos y los superplastificadores a base de naftaleno y melamina dispersan las partículas de cemento floculadas mediante un mecanismo de repulsión electrostática (véase coloide). En los plastificadores normales, las sustancias activas son adsorbidas sobre las partículas de cemento cargándolas negativamente, lo que provoca la repulsión entre ellas al tener cargas del mismo signo. En los superplastificadores de naftaleno y de melamina, que son polímeros orgánicos, las moléculas largas "abrazan" a las partículas de cemento, dándoles una carga altamente negativa que provoca una gran repulsión entre ellas.
Los éteres policarboxilícos, base de la nueva generación de superplastificadores, no son sólo químicamente diferentes de los productos basados en melamina y naftaleno sulfonatados, sino que su mecanismo de acción es también diferente, provocando la dispersión del cemento por estabilización estérica en lugar de por repulsión electrostática. Esta forma de dispersión es más potente y mejora la mezcla. Además, la estructura química de los éteres policarboxílicos permite un mayor grado de modificación química, pudiendo así adaptar la mezcla a las necesidades del trabajo específico a realizar.
En la antigüedad, los romanos usaban sangre como superplastificador en sus mezclas de hormigón.